# 四国急行バス
四国急行バス株式会社（しこくきゅうこうバス）は、かつて愛媛県松山市と香川県高松市を結ぶバス路線を有した企業。

## 沿革
- 1964年（昭和39年）3月12日： 伊予鉄道、瀬戸内運輸、琴平参宮電鉄と共同出資(後に高松琴平電鉄も出資)で愛媛県松山市湊町五丁目13番地に設立。
- 1965年（昭和40年）3月18日： 高松 - 松山間（国鉄バス北四国急行線）と並行し開業[1]。
- 1977年（昭和52年）
  - 1月：利用低迷のため廃止。
  - 2月1日：解散。
  - 8月29日：清算結了。
- 1979年（昭和54年）7月22日： 並行する国鉄バス北四国急行線も廃止された。

## 路線
- 1965年3月18日 開業[1]

運行区間
- 高松 - 坂出駅前 - 丸亀駅前 - 豊浜駅前 - 川之江駅前 - 伊予三島駅前 - 新居浜東城 - 西条常心 - 小松駅前 - 川内 - 大街道一丁目 - 松山

※ 四国急行バスの松山は松山市駅
※ 四国急行バス11往復、国鉄バス6往復。（うち1往復は特急便）
※ 所要時間：特急3時間55分、急行4時間10分。　途中休憩は川之江で5分間
1966年7月15日
- 松山側の発着駅を統一
- 大街道一丁目-松山　廃止
- 大街道一丁目-松山市駅-松山　開業
- 金蔵寺町、国道観音寺、土居町　開駅

1970年8月27日　
- 国道高瀬、久米 開駅

1974年8月30日
- 西条常心から国道西条に改称。

1975年9月　
- 四国急行バス10往復を5往復に減回

1975年12月5日　
- 郷東橋、国道端岡、大頭、横河原、新立　開駅
- 国鉄バス1往復減回

停留所増設後（1975年12月当時）
- 高松駅 - 五番町 - 郷東橋 - 国道端岡 - 坂出駅前 - 丸亀駅前 - 金蔵寺町 - 国道高瀬 - 国道観音寺 - 豊浜駅前 - 川之江駅前 - 伊予三島駅前　- 土居町 - 新居浜東城 - 国道西条 - 伊予小松 - 大頭 - 川内 - 横河原 - 久米 - 新立 - 大街道 - 松山駅 -松山市駅

※ 四国急行バス5往復、国鉄バス4往復
※ 所要時間：4時間00分
※ 高松駅は近鉄琴参会館前　松山市駅は伊予鉄バスターミナル。

## 本社・営業所
本社は伊予鉄道本社内にあり、営業所は高松、川之江にあった。運転士、車掌は設立後に採用したが、事務職の多くは伊予鉄道からの出向である。

## 車両
出資会社等の関係もあり、日野自動車製、車体は金産自動車工業であった。後にトイレ付の車両が導入された。会社解散後はそれぞれの出資会社に引き取られた。